# Qatar ExxonMobil Open 2023
Il Qatar ExxonMobil Open 2023 è stato un torneo di tennis giocato sul cemento. È stata la 31ª edizione del torneo facente parte dell'ATP Tour 250 nell'ambito dell'ATP Tour 2023. Si è giocato al Khalifa International Tennis and Squash Complex di Doha, in Qatar, dal 20 al 25 febbraio 2023.

## Partecipanti al singolare

### Teste di serie
| Nazionalità | Giocatore                   | Ranking | Testa di serie* |
| ----------- | --------------------------- | ------- | --------------- |
|             | Andrej Rublëv               | 5       | 1               |
| Canada      | Félix Auger-Aliassime       | 8       | 2               |
|             | Daniil Medvedev             | 11      | 3               |
| Germania    | Alexander Zverev            | 17      | 4               |
| Spagna      | Roberto Bautista Agut       | 24      | 5               |
| Regno Unito | Daniel Evans                | 29      | 6               |
| Spagna      | Alejandro Davidovich Fokina | 31      | 7               |
| Paesi Bassi | Botic van de Zandschulp     | 35      | 8               |

* Ranking al 13 febbraio 2023.

#### Altri partecipanti
I seguenti giocatori hanno ricevuto una wildcard per il tabellone principale:
- Andy Murray
- Abedallah Shelbayh
- Fernando Verdasco

I seguenti giocatori sono entrati nel tabellone principale passando dalle qualificazioni:

- Liam Broady
- Alexandre Müller
- Damir Džumhur
- Oleksii Krutykh

Il seguente giocatore è entrato in tabellone come lucky loser:
- Nikoloz Basilašvili

#### Ritiri
Prima del torneo
- Marin Čilić → sostituito da  Márton Fucsovics
- Borna Ćorić → sostituito da  Christopher O'Connell
- Jack Draper → sostituito da  Nikoloz Basilašvili
- Rafael Nadal → sostituito da  Il'ja Ivaška

## Partecipanti al doppio

### Teste di serie
| Nazione     | Giocatore     | Nazione     | Giocatore        | Rank* | Testa di serie |
| ----------- | ------------- | ----------- | ---------------- | ----- | -------------- |
| Croazia     | Nikola Mektić | Croazia     | Mate Pavić       | 15    | 1              |
| Monaco      | Hugo Nys      | Polonia     | Jan Zieliński    | 36    | 2              |
| India       | Rohan Bopanna | Australia   | Matthew Ebden    | 62    | 3              |
| Paesi Bassi | Robin Haase   | Paesi Bassi | Matwé Middelkoop | 66    | 4              |

* Ranking al 13 febbraio 2023.

### Altri partecipanti
Le seguenti coppie di giocatori hanno ricevuto una wildcard per il tabellone principale:
- Liam Broady /  Alexander Zverev
- Malek Jaziri /  Mubarak Shannan Zayid

La seguente coppia di giocatori è entrata in tabellone come alternate:
- Patrik Niklas-Salminen /  Emil Ruusuvuori

### Ritiri
Prima del torneo
- Jack Draper /  Jiří Lehečka → sostituiti da  Patrik Niklas-Salminen /  Emil Ruusuvuori
- Lloyd Harris /  Raven Klaasen → sostituiti da  Raven Klaasen /  Hunter Reese
- Kevin Krawietz /  Tim Pütz → sostituiti da  Tim Pütz /  Jan-Lennard Struff

## Punti
| Evento    | V   | F   | SF | QF | 2T | 1T   | Q    | Q2   | Q1   |
| Singolare | 250 | 150 | 90 | 45 | 20 | 0    | 12   | 6    | 0    |
| Doppio    | 250 | 150 | 90 | 45 | 0  | N.D. | N.D. | N.D. | N.D. |

## Montepremi
| Evento    | V        | F        | SF      | QF      | 2T      | 1T      | Q2      | Q1     |
| Singolare | $209,445 | $122,175 | $71,830 | $41,615 | $24,165 | $14,770 | $$7,385 | $4,030 |
| Doppio*   | $72,780  | $38,940  | $22,820 | $12,750 | $7,520  | N.D.    | N.D.    | N.D.   |

* per team

## Campioni

### Singolare
Daniil Medvedev ha sconfitto in finale  Andy Murray con il punteggio di 6–4, 6–4.
• È il diciassettesimo titolo in carriera per Medvedev, il secondo in stagione.

### Doppio
Rohan Bopanna /  Matthew Ebden hanno sconfitto in finale  Constant Lestienne /  Botic van de Zandschulp con il punteggio di 6(5)–7, 6–4, [10–6].